# Radnice v Nowé Rudě

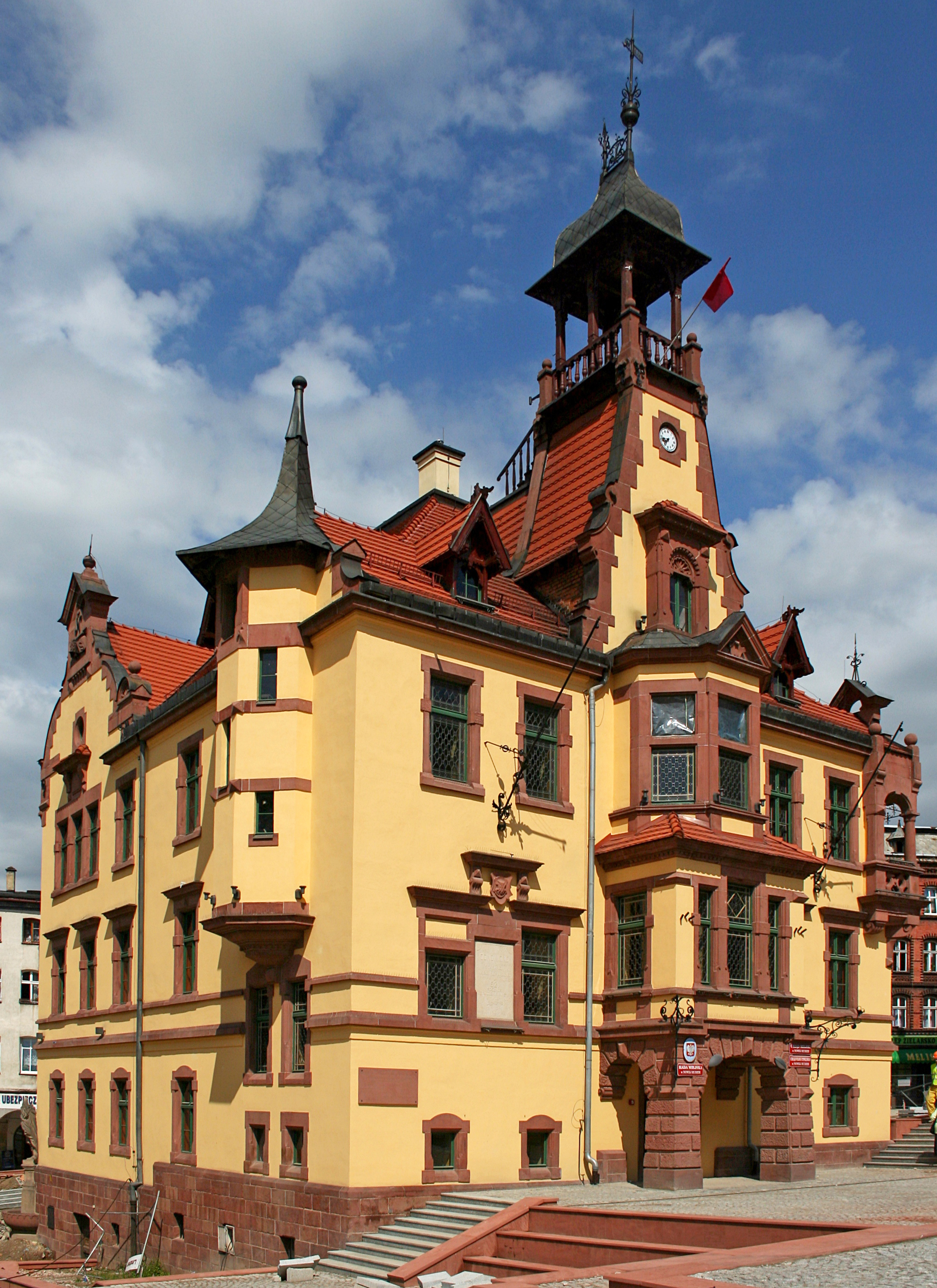
Budova radnice v roce 2011.

Budova radnice v Nowé Rudě se nachází v samém centru města, uprostřed hlavního náměstí (rynku).
Na místě současné radnice se nacházelo celkem několik starších budov, které podlehly buď válečným konfliktům, či špatnému technickému stavu. Poslední radnice, zbudovaná po třicetileté válce byla rozebrána na počátku 19. století. V roce 1844 byla proto nahrazena novou budovou, vyprojektovanou v duchu tehdy populárního biedermeieru. Po nějakou dobu sloužila radnice také jako budova soudu.
V letech 1892 - 1894 byla budova přestavěna; zvýšena střecha a doplněna o řadu ornamentálních historizujících prvků, odkazující na baroko i renesanci.
Budova radnice je od 1. 10. 1998 památkově chráněným objektem.